# Ceaulmont
Ceaulmont is een gemeente in het Franse departement Indre (regio Centre-Val de Loire) en telt 734 inwoners (2015). De plaats maakt deel uit van het arrondissement La Châtre.

## Geografie
De oppervlakte van Ceaulmont bedraagt 17,3 km², de bevolkingsdichtheid is 37,6 inwoners per km².
De onderstaande kaart toont de ligging van Ceaulmont met de belangrijkste infrastructuur en aangrenzende gemeenten.

## Demografie
Onderstaande figuur toont het verloop van het inwonertal (bron: INSEE-tellingen).